# Центральные бани
Центральные бани (до революции — Китайские бани, до 1940-х годов — Бани № 1 Коминтерновского района), называвшиеся по фамилии владельцев также Хлудовскими банями, — комплекс городских бань в Театральном проезде Москвы, просуществовавший с 1889 по начало 1990-х годов. В настоящее время в их реконструированных зданиях размещаются ресторан и гостиница. Является объектом культурного наследия регионального значения.

## История
Во второй половине XIX века московский купец 1-й гильдии Герасим Хлудов приобрёл у грузинских царевичей Ираклия и Окропира большой земельный участок от Неглинного проезда до улицы Рождественки. Именно здесь Герасим Иванович задумал построить бани, затмившие бы славу Сандуновских, успех которых у населения не давал ему покоя. Возведение комплекса было поручено известнейшему архитектору того времени Семёну Семёновичу Эйбушицу. По словам заказчика новые бани должны были стать «Сказочными. А ещё пышными. С русскими парилками разного разряда, большой Турецкой залой…». Будучи загруженным другими заказами, с 1890 года Эйбушиц переложил многие обязанности на приехавшего в Москву после окончания Петербургского института гражданских инженеров молодого талантливого помощника Льва Кекушева.
Первый корпус комплекса для рядовых москвичей был открыт в 1881 году, ещё при жизни Хлудова; цена входного билета составляла пять копеек. Однако строительство бань продолжалось еще двенадцать лет, и торжественное открытие комплекса состоялось уже после смерти Герасима Ивановича, в 1893 году. Сами бани получили название «Китайских» — по названию проезда в Китай-городе, на который выходил их фасад; в простанородье же их называли просто «Хлудовскими» — по фамилии построившей их купеческой династии.
После революции 1917 года Китайские бани были переименованы в «Бани № 1 Коминтерновского района», а в 40-е годы — в «Центральные». В годы Великой Отечественной войны здесь был организован пункт раздачи лекарств для военных, а позднее — и для гражданских лиц, страдающих диабетом.
До начала 1990-х годов комплекс Центральных бань использовался по своему первоначальному назначению, однако, сначала в эпоху перестройки бани начали страдать финансово, а в 1993 году здесь случился пожар, уничтоживший большую часть интерьеров. После реконструкции, с конца 1990-х комплекс получил многофункциональное использование.

## Архитектура
Комплекс Центральных бань состоит из двух расположенных друг напротив друга корпусов: правый вытянут вдоль границы двора и был предназначен для женского отделения, левый – в форме перевёрнутой буквы «Г» – для мужского отделения. Над мужским отделением на 2-м этаже были устроены парадные помещения, которые в настоящее время составляют главную достопримечательность комплекса. Они представляли собой богато отделанные
позолоченной лепниной и полированным деревом залы.
Вход в мужское отделение начинался с двухуровневого вестибюля, оформленный в стиле рококо XVIII века. Созданная Кекушевым парадная лестница на второй этаж с разделением её в середине на 2 рукава напоминала в миниатюре лестницу Парижской оперы. Несмотря на свою многодетальную декоративную отделку, лестница не создавала впечатления перегруженности, а архитектурная пресса признавала её лучшей в Москве. 
Особой отделкой отличались «Мавританский зал», который в многочисленных деталях прекрасно воспроизводил интерьеры замков Арабской Испании, и зал «Нимфей», выполненный в виде ротонды, между колоннами которой располагались керамические панно и скульптурные композиции божеств Древнего Рима.

## Факты
- По одной из легенд, в день открытия в 1893 году банного комплекса одна пожилая цыганка напророчила Эйбушицу, что он проработает ровно век. Плохо понимавший русский язык архитектор попросил коллегу Владимира Чагина пояснить, что имела в виду женщина. Не желая расстраивать друга, Чагин обманул того, сказав, что «век» значит «вечный». Однако предсказание сбылось: в 1993 году случился пожар, после которого сохранилось лишь четыре зала[4].
- По другой легенде, незадолго до революции 1917 года одна из дочерей Герасима Хлудова решила забрать из банка золото и серебро и спрятать их до лучших времён в надёжном месте. Были отлиты три золотых и сорок серебряных тазов, которые, по одной версии, были замурованы в стены бань. В 1918 году сотрудники ВЧК заинтересовались этими ценностями: они метр за метром простучали все стены Центральных бань, в нескольких местах вскрывали полы, но так ничего и не нашли[2].
- Несмотря на казавшееся соперничество Центральных и Сандуновских бань, конкурентами друг другу они не стали: в Сандунах мылись купцы попроще, в Центральных — богатые промышленники, банкиры, известные ученые, музыканты, врачи; Центральные бани посещали генералы, а офицеры предпочитали Сандуны; артисты балета Большого театра ходили, в основном, в Центральные бани, а его же вокалисты предпочитали Сандуновские[4].